# Капитан Петко войвода (филм)
Вижте пояснителната страница за други значения на Капитан Петко войвода.
„Капитан Петко войвода“ е български 12-сериен телевизионен игрален филм (биографична историческа драма), реализиран през 1981 година. Режисьор на продукцията е Неделчо Чернев, по сценарий на Николай Хайтов. Оператор е Димо Коларов. Музиката във филма е композирана от Атанас Бояджиев и Петър Ступел.
Произведението разглежда живота на българския революционер Петко Киряков (1844 – 1900). Състои се от 12 серии, условно разпределени в три части: Хайдутин, Комита и Мирен живот. В началото на всяка серия, сценаристът Николай Хайтов извършва въведение към историческите факти, застъпени в съответния епизод. Продукцията е осъществена по случай 1300-годишнината от основаването на българската държава. Сериалът превръща актьора Васил Михайлов, изпълняващ главната роля, в една от най-големите звезди на българското кино от тези години.
По едноименното произведение на Николай Хайтов. В началото на всяка серия сценаристът Николай Хайтов разяснява политическата обстановка в Османската империя и специално в Източните Родопи, предопределила действията на Петко Киряков, известен в българската история като Капитан Петко войвода.
Музика: „Петко льо капитанине“ и „Горице ситна зелена“ – изпълнява Васил Михайлов.

## Епизоди

### Първа част „Хайдутин“
1. Отмъщението – 79 минути
2. Капанът – 80 минути
3. Бягството – 78 минути

### Втора част „Комита“
1. Хайдушки данък – 83 минути
2. Русия дойде – 80 минути
3. Годежът – 69 минути
4. Топографи – 73 минути

### Трета част „Мирен живот“
1. Завръщане – 90 минути
2. Срещи – 85 минути
3. Ич Кале – 67 минути
4. Побратимът – 76 минути
5. Петко ле, капитанине... – 99 минути[1].

## Актьорски състав
| Роля                                                                             | Изпълнител                                           |
| -------------------------------------------------------------------------------- | ---------------------------------------------------- |
| Петко Киряков (в 12 серии: от I до XII вкл.)                                     | Васил Михайлов                                       |
| Малък Петко (в 10 серии: от I до IX вкл. и в XI)                                 | Пламен Дончев                                        |
| Стоил (в 5 серии: от I до V вкл.)                                                | Стоян Гъдев                                          |
| Вангелчо (в 7 серии: от I до VII вкл.)                                           | Продан Нончев                                        |
| Комньо (в 6 серии: от I до VI вкл.)                                              | Никола Чиприянов                                     |
| Спас Турчев (в 6 серии: от VII до XII вкл.)                                      | Петър Чернев                                         |
| Халид паша (в 3 серии: III, V, XII)                                              | Наум Шопов                                           |
| каймакаминът Тахир бей (в 5 серии: от I до V вкл.)                               | Светозар Неделчев                                    |
| Елена (в 2 серии: II, VII)                                                       | Меглена Димитрова                                    |
| Осман ага (в 2 серии: II, III)                                                   | Васил Банов                                          |
| Рада (в 5 серии: от VIII до XII вкл.)                                            | Бистра Марчева                                       |
| Билярина, ятак (в 7 серии: от II до VIII вкл.)                                   | Димитър Йорданов                                     |
| Апостол, четник (в 3 серии: IV, V и VI)                                          | Добромир Манев                                       |
| предателят Калън Тома (в 1 серия: V)                                             | Георги Русев                                         |
| полковник Сенклер (в 2 серии: VI, VII)                                           | Стефан Илиев                                         |
| Аспасия, годеницата на Петко Киряков (в 2 серии: V, VI)                          | Лина Гладийска                                       |
| Бивола, едноокият (в 2 серии: VIII, XI)                                          | Аспарух Сариев                                       |
| Нямото, заекващият (в 2 серии: VIII, XI)                                         | Димитър Бочев                                        |
| третият от групата на едноокия и заекващия (в 2 серии: VIII, XI)                 | Сотир Майноловски                                    |
| (в 1 серия: VIII)                                                                | Осман Юмеров                                         |
| пътникът с бомбето на кораба от Бургас за Варна (в 1 серия: VIII)                | Стоян Стойчев                                        |
| Костева (в 4 серии: IX, X, XI, XII)                                              | Златина Дончева                                      |
| Георги Костев (в 5 серии: VIII, IX, X, XI, XII)                                  | Иван Джамбазов                                       |
| княз Александър Батенберг (в 1 серия: VIII)                                      | Любомир Младенов (не е посочен в надписите на филма) |
| (в 1 серия: VII)                                                                 | Владимир Ивашов                                      |
| генерал Столипин (в 1 серия: VII)                                                | Сергей Яковлев (като Сергей Яковлиев)                |
| (в 1 серия: VII)                                                                 | Виктор Чеботарев                                     |
| руският генерал Чернобузов (в 1 серия: VII)                                      | Анатолий Соловьов                                    |
| руският офицер, който отвежда Петко Киряков при ген. Чернобузов (в 1 серия: VII) | Вадим Грачов                                         |
| дипломатическият представител на Османската империя в Атина (в 1 серия: IV)      | Ангел Алексиев                                       |
| гръцкият външен министър (в 1 серия: IV)                                         | Димитър Хаджиянев                                    |
| братовчедът на Петко Киряков (в 1 серия: I)                                      | Аспарух Николов                                      |
| (в 1 серия: IX)                                                                  | Атанас Воденичаров                                   |
| майката на Петко Киряков (в 1 серия: I)                                          | Евангелия Тупарова                                   |
| сестра на Петко Киряков (в 3 серии: I, VI и VII)                                 | Бистра Тупарова                                      |
| мародерът с дългата прошарена брада (в 2 серии: VII, XII)                        | Богомил Симеонов                                     |
| селянин в кръчмата (в 2 серии: VII, XII)                                         | Найчо Петров                                         |
| (в 2 серии: VII, XII)                                                            | Недялко Попдимитров                                  |
| (в 2 серии: VII, XII)                                                            | Теофан Хранов                                        |
| (в 1 серия: VII)                                                                 | Антон Карастоянов                                    |
| Георги, синът на Петко Киряков (в 3 серии: IX, X, XI)                            | Валери Еличов                                        |
| Любка Петкова (в 4 серии: IX, X, XI, XII)                                        | Милена Фучеджиева                                    |
| (в 2 серии: IX, X)                                                               | Васил Мирчовски                                      |
| (в 2 серии: V, VI)                                                               | Васил Пенов                                          |
| (в 1 серия: XI)                                                                  | Васил Спасов                                         |
| полицаят от полицейското управление в Трявна (в 2 серии: XI и XII)               | Иван Обретенов                                       |
|                                                                                  | Гаврил Ценов                                         |
| (в 1 серия: IX)                                                                  | Георги Миндов                                        |
| (в 1 серия: IX)                                                                  | Георги Николов                                       |
| (в 1 серия: IX)                                                                  | Иван Запрянов                                        |
| околийският началник на Кошу кавак (в 1 серия: IX)                               | Герасим Младенов                                     |
| Реза бей (в 2 серии: VI, VII)                                                    | Георги Раданов                                       |
| моллата (в 4 серии: II, III, IV, V)                                              | Георги Фратев                                        |
| заптие от потерята на Осман ага (в 2 серии: II, III)                             | Гаврил Цонков                                        |
| арнаутинът Керим ага (в 1 серия: II)                                             | Никола Николов                                       |
| (в 1 серия: III)                                                                 | Стефан Антонов                                       |
| (в 1 серия: III)                                                                 | Руси Петров                                          |
| (в 1 серия: III)                                                                 | Димитър Кехайов                                      |
| (в 1 серия: III)                                                                 | Йордан Лозев                                         |
| (в 1 серия: III)                                                                 | Гавраил Паламудов                                    |
| Хакъ бей (в 1 серия: IV)                                                         | Евстати Стратев                                      |
| четникът с плетената шапка (в 3 серии: V, VI, VII)                               | Гроздан Герцов                                       |
| (в 2 серии: VII, XII)                                                            | Георги Георгиев – Гочето (като Георги Георгиев)      |
| мирелай Ахмед, командир на крепостта (в 1 серия: IV)                             | Груди Кадиев                                         |
| Арнаутина (в 5 серии: V, VI, VII, VIII, XI)                                      | Джоко Росич                                          |
| Мустан (в 1 серия: II)                                                           | Михаил Илийков                                       |
| дядо Ванчо, мелничарят ятак (в 1 серия: II)                                      | Димитър Керанов                                      |
| предателят чорбаджи Яни (в 1 серия: II)                                          | Коваленко Горанов                                    |
| Стайко, по-малкият брат на Петко Киряков (в 5 серии: I, II, IV, VI и VII)        | Антон Демирджиев                                     |
| обрязаният четник (в 2 серии: VI, VII)                                           | Георги Димитров                                      |
| (в 1 серия: V)                                                                   | Любен Желязков                                       |
| майката на Аспасия (в 2 серии: V, VI)                                            | Христина Костадинова                                 |
| (в 3 серии: V, VI, VII)                                                          | Владимир Владимиров                                  |
| възрастният четник с гайдата (в 3 серии: IV, V, VI)                              | Владимир Давчев                                      |
| предателят Сидерис (в 1 серия: IV)                                               | Веселин Борисов                                      |
| Сюлейман Мехмед, юзбашия на крепостта (в 1 серия: IV)                            | Сашо Симов                                           |
| адвокатът на Сенклер (в 2 серии: V, VI)                                          | Динко Динев                                          |
| (в 1 серия: V)                                                                   | Георги Стефанов                                      |
| (в 1 серия: VI)                                                                  | Николай Начков                                       |
| (в 2 серии: VI, VII)                                                             | Цанко Петров                                         |
| пеещият в кръчмата мародер (в 1 серия: VII)                                      | Божидар Лечев                                        |
| (в 1 серия: X)                                                                   | Георги Михов                                         |
| (в 2 серии: IX, X)                                                               | Димитър Миланов                                      |
| Димитър Добрев (в 2 серии: VII, IX)                                              | Георги Геров                                         |
| софийският градоначалник (в 1 серия: IX)                                         | Любомир Бъчваров                                     |
| (в 1 серия: IX)                                                                  | Трайко Начев                                         |
| (в 1 серия: X)                                                                   | Харалампи Тороманов                                  |
| (в 2 серии: VIII, X)                                                             | Иван Стефанов                                        |
| (в 1 серия: VIII)                                                                | Гарабед Палабикян                                    |
| (в 1 серия: VIII)                                                                | Димитър Георгиев                                     |
| възрастната съседка на Петко Киряков (в 1 серия: VIII)                           | Стела Арнаудова                                      |
| младата съседка на Петко Киряков (в 1 серия: VIII)                               | Живка Пенева                                         |
| стражар в Ич Кале (в 2 серии: X, XI)                                             | Димитър Манчев                                       |
| Матю, брат на Петко Киряков (в 1 серия: I)                                       | Дичо Дичев                                           |
| (в 1 серия: IV)                                                                  | Дончо Пашов                                          |
| (в 1 серия: IV)                                                                  | Кирил Мичев                                          |
| (в 1 серия: IV)                                                                  | Христо Стоянов                                       |
| Ахмед Хадърчали, кафеджията (в 5 серии: VIII, IX, X, XI, XII)                    | Иван Гайдарджиев                                     |
| руският лекар, пътуващ от Русия за Бургас (в 1 серия: VIII)                      | Преслав Петров                                       |
| войникът Никола (в 2 серии: XI, XII)                                             | Сашо Петков                                          |
| Арап ага (в 5 серии: VIII, IX, X, XI, XII)                                       | Николай Клисуров                                     |
| доктор Димитрис (в 1 серия: IV)                                                  | Иван Несторов                                        |
|                                                                                  | Иван Стоянов                                         |
| Кавалов (в 2 серии: VII, IX)                                                     | Иван Янчев                                           |
| Райчев (в 4 серии: VIII, IX, X, XI)                                              | Константин Димчев                                    |
| мародерът, ранен от Петко Киряков (в 2 серии: VII, VIII)                         | Владислав Молеров                                    |
| (в 1 серия: X)                                                                   | Петко Диков                                          |
| (в 1 серия: X)                                                                   | Лили Енева                                           |
| (в 1 серия: X)                                                                   | Румяна Бочева                                        |
| (в 1 серия: X)                                                                   | Лора Захова                                          |
| (в 1 серия: X)                                                                   | Любен Петров                                         |
| клиентът с калпака в кафенето на Ахмед Хадърчали (в 2 серии: VIII, XII)          | Трифон Джонев (не е посочен в надписите на филма)    |
| съдебен заседател (в 1 серия: X)                                                 | Петър Петров (не е посочен в надписите на филма)     |
| Митю (в 1 серия: I)                                                              | Милко Никодимов (като Милко Минков)                  |
| министър-председателят Стефан Стамболов (в 2 серии: VIII, IX)                    | Стефан Димитров                                      |
| ятак (в 1 серия: I)                                                              | Стефан Джуров                                        |
| Апостол Савов (в 4 серии: VIII, X, XI, XII)                                      | Юрий Яковлев (като Юрий Яковлиев)                    |
| Киряк Петков, бащата на Петко Киряков (в 1 серия: I)                             | Тихомир Златев                                       |
| Али Бюлюкбаши (в 1 серия: I)                                                     | Димитър Ташев                                        |
| чичото на Петко Киряков (в 1 серия: I)                                           | Недялко Рашков                                       |
| продавачът на оръжие (в 1 серия: I)                                              | Петър Петров                                         |
| чифликчията Мехмед Кеседжи (в 1 серия: I)                                        | Иван Манов                                           |
|                                                                                  | Мариана Димитрова                                    |
| Праматарина, ятакът с шапката (в 3 серии: II, V и VI)                            | Стоил Попов                                          |
| жената на Стоил (в 1 серия: II)                                                  | Анета Петровска                                      |
| министъра                                                                        | Йордан Спасов                                        |
| сержант-майора от пристанището в Бургас (в 1 серия: VIII)                        | Иван Йорданов                                        |